# Orbitor (roman)
Romanul Orbitor  este un roman al scriitorului român Mircea Cărtărescu. Romanul este considerat atât unul vizionar cât și unul autobiografic.

## Prezentare
După ce a debutat ca poet, Mircea Cărtărescu se dovedește a fi foarte preocupat și de proză. O proză atât  realistă, cât și onirică, descriptivă și halucinantă. În proza lui Cărtărescu găsim numeroase reverberații ale literaturii sud-americane, dar și influențe dostoievskiene sau kafkiene, care la Cărtărescu se prelungesc în postmodernism.
Astfel romanul este de un subiectivism sincer, populat de personaje și de obiecte fascinante, care ne atrag într-un labirint psihanalitic luminat de splendide curcubee baroce. Un metaroman al citirii și scrierii trecutului, prezentului din care se poate întrezări în permanență viitorul. Pesonajul principal, tânarul Mircea își poartă cu el manuscrisul romanului, mai mult chiar manuscrisul vieții. 
În ,,Orbitor’’ se împletesc o mie și una de povești, unele încă nu de tot despărțite de real, cât majoritatea sunt desprinse din el și făcute să alunece, amețitor, în fantastic, altele decupate complet, din pura proiecție ficțională. În mijlocul lor, trăiesc personaje care aparțin, la rândul lor, tuturor planurilor proiectate în roman, și care în mare parte sunt create de personajul Mircea.
În jurnalul său, Cărtărescu, referindu-se la acest roman, declară: ,, Azi am terminat prima parte din Orbitor. Mi-a luat nouă luni de zile. Sunt o sută și treizeci de pagini și ar trebui să reprezinte cam a șasea parte din bizareria asta. Nu știu dacă e un lucru bun, habar n-am ce-o să iasă, dar nu pot să fac ceva mai bun anii ăștia, așa că trebuie să continuu. Am vreo patru ani înainte. Să dea Dumnezeu să iasă ce-aș vrea eu.’’  
Într-o altă caracterizare a romanului el mărturisește: ,,O: material înflorat, cu un desen asimetric, haotic, capricios, amestecând lumile și timpurile în turbioane colorate feeric, din care abia când voi avea destul metraj voi putea să croiesc un veștment. Și nu sunt un bun croitor.
4 apr. Scriu mult și prost, fără forță, la ,,Orbitor’’, și mă tem că în ultimul capitol m-am grăbit nițel. N-am inspirație și totul îmi iese șters, dar se poate să fie și ceva bun aici, o zonă mai destinsă între atâta halucinație. Capitolul iese și mai lung, sunt deja 23 de pagini în care n-am spus mai nimic… Mi-e frică pentru cartea asta, mi-e să n-o ratez, și știu că e aproape imposibil s-o pot termina cum vreau eu… De fapt, de ea se leagă tot viitorul meu, e primul meu proiect pe termen foarte lung și mi se strânge inima că nu voi avea destulă forță.’’ 
Astfel arată mărturisirea unui scriitor, pătruns de munca sa. O muncă care întradevăr a fost  extenuantă, având în vedere dimensiunile romanului. O muncă a cărei răsplată, nu se știe sigur dacă va veni.
În ,,Dicționarul analitic de opere literare românești’’, Ștefan Borbely descrie romanul ca fiind ,,fabulos ca bravură stilistică și compozițională, reprezintă ca realizare, o acută introspecție cosmotică, în registru postmodern: în substanța cărții, ideaticul, fiziologicul, amintirea, visceralul halucinant, visul și realismul se amestecă sincretic într-o unitate pe care am putea-o numi ,,cosmocorporală’’. 
Mircea Cărtărescu își caracterizează și el astfel opera: ,,“Orbitor” nu e, propriu-zis, un roman, decât în sensul cel mai larg al cuvântului. Eu prefer să-l numesc “o carte”. Ar putea fi, într-adevăr, “cartea vieții mele”, nu însă în sensul de “cea mai bună” sau “cea care va rămîne”, ci de scriere care le unifică-ntr-un fel pe toate celelalte. După “Orbitor” cred că se va vedea mai bine unitatea scrierilor mele.”
Pentru a înțelege și judeca cu adevărat opera lui Mircea Cărtărescu, trebuie să pătrundem în fondul personalității lui, adică să ajungem la acele elemente care arătă modul său particular de vibrație în fața lumii.
Opera cărtăresciană este un tot unitar, în jurul căreia gravitează elemente fantastice. Toate aceste elemente contribuie la structura personalității sale, găsindu-și substratul comun în rădăcinile native ale scriitorului, în întâmplările vieții sale și ale timpului în care s-au petrecut. Acestea pot fi explicate în amănunt, găsindu-le corespondent în trăirile și emoții  personale ale autorului, fapt ilustrat de tenta autobiografică a romanului. 
Ce se poate reține, în mod deosebit, este că la Cărtărescu avem o continuă căutare a sinelui, prin sondarea unor spații vaste interioare, spații care țin locul inconștientului, și al subconștientului. 
Analiza principalelor spații din romanul Orbitor, arată că întregul roman poate fi pus sub semnul unei așa numite ,, lumi fractalice’’, căreia orice modificare ai încerca să-i aduci ai regăsi-o la fel.
Așa cum spuneam, la Cărtărescu, spațiul este un prilej al descoperii de sine al omului. Prin sondarea spațiului se urmărește descoperirea propriei identități. Atât spațiul real cât și cel imaginar sunt presărate de diferite elemente, care modifică sau delimitează spațiul parcurs de personaj. 
Spațiile care apar în acest roman sunt orașul: Bucureștiul, cartierul, curtea blocului, blocul, subteranele blocurilor, casa scărilor, case părăsite, apartamentul prin fereastra căruia se vede lumea exterioară, camera, peretele de lânga pat, patul și  satul Tântava, care se opune orașului. Toate aceste spații sunt cenușii, spații de pedeapsă, cu oameni reduși parcă la mecanica primară a nevoii de hrană. 
În romanul ,,Orbitor’’ avem un personaj-narator pe nume Mircea (nume care provine probabil de la prenumele slav ,,Miroslav / Mirco’’ și care înseamnă ,,slava Păcii’’), nume care este și al autorului. Acest fapt dă o tentă autobiografică romanului, autorul împrumutând numele său personajului principal. 
Avem o ficțiune (cea care nu se poate suprapune istoriei) a copilăriei, nealterată de televiziune, de perioada postdecembristă. Lumea este prielnică copilăriei când totul poate fi transpus în plan fantastic. Copilăria redată de către narator ar fi imposibil de pus in plan cinematografic pe de-a întregul. Tot ce respiră din ,,Orbitor’’ pare pura imaginație a unui copil, Mircișor. Cărtărescu parcă și-ar fi păstrat memoria intactă de la vârsta inocenței, perioada dintre trei și șase ani, parcă un copil ne-ar descrie universul său imaginar. După această vârstă începe vârsta conștiinței de sine, când iți pierzi inocența (trecerea din planul copilăriei în cel social).
Dorința de a explora spații imaginare, o explorare a inconștientului – un inconștient care provoacă imaginația, dă frâu liber acesteia, libertatea de exprimare se poate desfășura în voie. Casa este simbolul labirintului – labirint al minții suprainvadată de fantastic. Fiecare colțișor al casei, fie ea casa din Floreasca, sau apartamentul din Ștefan cel Mare, reprezintă spații infinite ale memoriei, dar și ale ficțiunii și visului.
Astfel din fiecare spațiu real este construit un labirint, în care personajul se pierde conștient. Avem un labirint desenat pe capul lui Herman, dar și labirintul pe care acesta îl desenează la rândul lui pe capul micuței Silvia cu focuri mistuitoare și, mai ales, cu fluturii aceia văzuți din copilărie pe trupul mamei, zeiță în care spațiul și timpul rescriu istorii succesive: „În mijlocul lumii era o casă. În mijlocul casei era o mamă. În mijlocul mamei stătuse el, și amintirea acelor luni fericite îl atrăgea încă acolo, cu forța unui milion de brațe moi și elastice. În templul ciudat al vilei din Floreasca se afla o singură, gigantică statuie de zeiță. Dar cu câtă enigmă în jurul ei“. 
Personajul Mircea este un tânăr care locuiește în București, și care lucrează la o carte. Firea sa meditativă, înclinată spre scris îl poartă în diferite lumi imaginare. El preferă spațiul imaginar celui real, ca mijloc de evadare din cotidian. Spațiul nu este deloc limitat. El este foarte vast.
Lumea e văzută ca o imensă ficțiune, iar cititorul trebuie să înțeleagă faptul că între lumea reală și ficțiune nu e mare deosebire – Universul operei cuprinde fragmente, secvențe, e un colaj compus din aspecte ale  realității.

## Opera
1. Mircea Cărtărescu, Orbitor, Aripa stângă, volumul I, Editura Humanitas,  București, 2007.
2. Mircea Cărtărescu, Orbitor, Corpul, volumul II, Editura Humanitas, București, 2007.
3. Mircea Cărtărescu, Orbitor, Aripa dreaptă, volumul III, Editura Humanitas, București, 2007.

## Legături externe
- Ursitoare Ursitoare Arhivat în 2 decembrie 2013, la Wayback Machine. - accesat la data de 15 iunie 2010
- România culturală Arhivat în 2 decembrie 2013, la Wayback Machine.
- Quadratus - WordPress